# 日野山
日野山（ひのさん）は、福井県越前市と南条郡南越前町にまたがる山。
福井平野から眺める山容が秀麗な景観を見せることから、現在では俗に越前富士と呼ばれている。

## 概要
標高は794.8mで養老2年（718年）泰澄によって開山され古くから山岳信仰の霊山として扱われてきた。
白山、越知山、文殊山、蔵王山とともに越前五山の一つに数えられてきた。
紫式部をはじめ松尾芭蕉等多くの歌人や詩人達によって詠まれてきた。
日野山は岐阜県の奥美濃山地から続く山塊の西端にあたる。五六豪雪の際に山頂の一部が崩壊した。

## 神社
日野神社の神体であり（神体山）、山頂に祠を祭る。

## 登山道
- 越前市中平吹町の日野神社から約1時間30分。
- 越前市萱谷町や宮谷町から約1時間50分。
- 越前市荒谷町の日野神社から約1時間30分。
- 南越前町牧谷または越前市萱谷町から旧朝倉街道(牧谷峠・牧谷越え)を経由するルートがある。ただし萱谷町から牧谷峠までの旧街道は一部荒廃がすすんでおり、特に沢の増水時は注意が必要。

## その他
日野山の西麓を北陸自動車道日野山トンネルが貫通している。